# 畢濟時
畢濟時（1470年—？），字汝霖，江西廣信府貴溪縣人，軍籍，明朝政治人物。

## 生平
江西鄉試第六十六名舉人。正德六年（1511年）中式辛未科進士。授工部郎中。

## 家族
曾祖畢德興；祖父畢淵，曾任國子生贈工部主事；父畢瑜，曾任按察司佥事，進階資政大夫修正庶尹。母方氏（封安人加封少宜人）。永感下。兄畢濟川，翰林院编修；弟畢濟民。